# 町田隼乙
町田 隼乙（まちだ はやと、2003年4月3日 - ）は、神奈川県秦野市出身のプロ野球選手（捕手）。右投右打。阪神タイガース所属。

## 経歴

### プロ入り前
秦野市立大根小学校3年から秦野ドリームスで野球を始め、秦野市立大根中学校では平塚ボーイズでプレーした。
光明学園相模原高等学校時代は2年秋から正捕手の座を掴み、3年夏の大会では「1番・捕手」としてプレーするも、慶應義塾高等学校に初戦2回戦で敗れた。同年にプロ志望届を提出し、4球団から調査書が届くも、指名には至らなかった。

### BC埼玉時代
高校卒業後はルートインBCリーグの埼玉武蔵ヒートベアーズに入団。1年目から正捕手を務め、6月26日のBCリーグオールスター戦にファン投票で選抜される。ホームラン競争にも出場し3本の本塁打を放つ。試合には、「2番・捕手」で先発出場した。2年目にはベストナインに選出される活躍を見せ、BCリーグ優勝、グランドチャンピオンシップ準優勝に貢献する。2023年に独立リーグ選抜の一員として参加したみやざきフェニックス・リーグでは、日本シリーズに向けて調整中の阪神タイガース青柳晃洋から2点本塁打を放った。その傍ら、2023年から2年連続で阪神のファーム春季キャンプにブルペン捕手として参加し、経験を積みながらアピールを続けてきた。2024年からチームキャプテンに就任し、「4番・捕手」として、2年連続となるベストナインを獲得した。
2024年10月24日のプロ野球ドラフト会議で阪神タイガースからドラフト4位指名を受けた。11月21日に契約金4000万円、年俸750万円で仮契約を結んだ（金額はいずれも推定）。背番号は43。担当スカウトは吉野誠。

## 詳細情報

### 独立リーグでの年度別打撃成績
2023年までは一球速報.com、2024年はルートインBCリーグデータサイトより。
| 年 度     | 球 団     | 試 合 | 打 席 | 打 数 | 得 点 | 安 打 | 二 塁 打 | 三 塁 打 | 本 塁 打 | 塁 打 | 打 点 | 盗 塁 | 盗 塁 死 | 犠 打 | 犠 飛 | 四 球 | 敬 遠 | 死 球 | 三 振 | 併 殺 打 | 打 率 | 出 塁 率 | 長 打 率 | O P S |
| --------- | --------- | ----- | ----- | ----- | ----- | ----- | -------- | -------- | -------- | ----- | ----- | ----- | -------- | ----- | ----- | ----- | ----- | ----- | ----- | -------- | ----- | -------- | -------- | ----- |
| 2022      | 埼玉      | 57    | 194   | 167   | 22    | 35    | 2        | 1        | 4        | 55    | 15    | 2     | 2        | 5     | 3     | 16    | -     | 3     | 55    | 1        | .210  | .286     | .305     | .591  |
| 2023      | 埼玉      | 65    | 269   | 226   | 30    | 60    | 8        | 2        | 8        | 96    | 41    | 2     | 0        | 4     | 3     | 32    | -     | 4     | 63    | 6        | .265  | .362     | .425     | .787  |
| 2024      | 埼玉      | 51    | 222   | 189   | 28    | 61    | 15       | 1        | 5        | 93    | 37    | 2     | 0        | 0     | 2     | 30    | -     | 1     | 35    | 4        | .323  | .414     | .492     | .906  |
| 通算：3年 | 通算：3年 | 173   | 685   | 582   | 80    | 156   | 25       | 4        | 17       | 244   | 93    | 6     | 2        | 9     | 8     | 78    | -     | 8     | 153   | 11       | .268  | .358     | .412     | .770  |

- 2024年度シーズン終了時

### 背番号
- 29（2022年 - 2023年）
- 22（2024年）
- 43（2025年[13] - ）